# Sakiko Ikeda
Sakiko Ikeda (jap. 池田 咲紀子, Ikeda Sakiko; * 8. September 1992 in Saitama) ist eine japanische Fußballspielerin.

## Karriere

### Verein
Sie begann ihre Karriere bei Urawa Reds Ladies. Sie trug 2014 zum Gewinn der Nihon Joshi Soccer League bei.

### Nationalmannschaft
Mit der japanischen U-17-Nationalmannschaft nahm sie an der U-17-Weltmeisterschaft der Frauen 2008 teil, wo sie in einem Gruppenspiel und im Viertelfinale eingesetzt wurde, das die Japanerinnen im Elfmeterschießen gegen England verloren. Durch den Gewinn der U-19-Asienmeisterschaft 2011 qualifizierte sie sich für die U-20-Weltmeisterschaft der Frauen 2012, an der sie mit der japanischen U-20-Nationalmannschaft teilnahm, in den sechs Spielen in ihrer Heimat eingesetzt wurde und die Bronzemedaille gewann.
Ikeda wurde 2017 in den Kader der japanischen Nationalmannschaft berufen und kam beim Algarve-Cup 2017 zum Einsatz.  Bei der Ostasienmeisterschaft 2017, die für die Japaner auf Platz 2 endete, stand sie in den drei Spielen im Tor. Sie wurde in den Kader der Asienmeisterschaft der Frauen 2018 berufen, bei der sie aber nur im Halbfinale im Tor stand. Bei den gewonnenen Asienspielen 2018 stand sie nur im ersten Gruppenspiel im Tor.
Bei der WM 2019 hatte sie zwar wie schon zuvor die Trikot-Nr. 1, saß aber bei den vier Spielen nur auf der Bank. Beim Gewinn der Ostasienmeisterschaft 2019 stand sie im ersten Gruppenspiel im Tor.
Sie wurde ebenfalls für Kader für die Olympischen Spiele in Tokio nominiert. Bei den Spielen stand sie nur beim 1:1 im ersten Gruppenspiel gegen den späteren Olympiasieger Kanada im Tor. Ihre Mannschaft schied im Viertelfinale gegen Schweden aus.
Im Januar 2022 wurde sie in den Kader für die Asienmeisterschaft 2022 berufen. Beim Turnier, das für Japan nach einer Niederlage im Elfmeterschießen gegen China endete, kam sie nicht zum Einsatz.

## Errungene Titel

### Mit der Nationalmannschaft
- U-19-Asienmeisterschaft
- Asienmeisterschaft: 2018
- Asienspiele: 2018
- Ostasienmeisterschaft 2019

### Mit Vereinen
- Nihon Joshi Soccer League: 2014, 2020